# Titulus Crucis

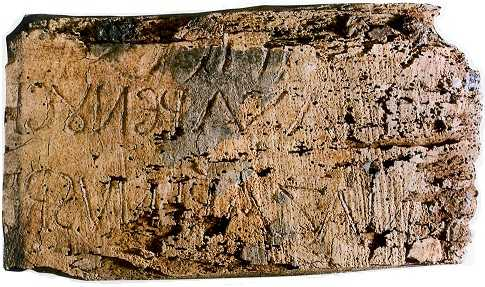
Titulus Crusis

Titulus Crucis (latinsky „Titul Kříže“) je relikvie uchovávaná v kostele Santa Croce (Bazilika Svatého Kříže v Jeruzalémě) v Římě. Křesťanská tradice tvrdí, že se jedná o titulus (tabulku) z Pravého Kříže, na kterém byl ukřižován Ježíš.
Tabulka je uctívána některými katolíky jako relikvie spojená s Ježíšem. Toto tvrzení je učenci buď zcela ignorováno nebo je relikvie považována za středověký padělek.

Bazilika Svatého Kříže v Jeruzalémě

## Popis
Deska je vyrobena z ořechového dřeva, 25 × 14 × 2,6 cm (10 × 4½ × 1 in) a má hmotnost 687 gramů (1,515 lb). Na desce je nápis tvořený třemi řádky: první je z velké části zničen, druhý a třetí řádek je tvořen zrcadlově psanými, řeckými a latinskými písmeny V latině se čte nápis Iesus Nazarenus Rex Iudaeoru jako Ježíš Nazaretský král Židovský., což odpovídá Janovi 19:19 a iniciálám INRI známým všem zbožným katolíkům.

## Nalezení relikvie
Svatá Helena, římská císařovna a matka císaře Konstantina Velikého, se vydala na pouť do Svaté země a údajně objevila Pravý kříž a mnoho dalších relikvií, které byly darovány kostelu Santa Croce v Římě, který nechala Helena kolem roku 325 n. l. postavit. Caccianemici dal Orso byl v roce 1124 jmenován kardinálem a ještě než se  roce 1144 se stal papežem Luciem II. nechal kostel zrekonstruoval a relikvii uložit do krabice, která nese jeho pečeť jako kardinála. Na krabici se zjevně zapomnělo až do 1. února 1492, kdy ji pracovníci restaurující mozaiku objevili ukrytou za cihlou s nápisem Titulus Crucis. Bylo to ve stejný den, kdy do Říma dorazily zprávy o pádu Maurů ve Španělsku. Pedro González de Mendoza, v té době španělský kardinál a kněz kostela Santa Croce podpořil úctu k nově objevené relikvii.

## Zkoumání pravosti
V roce 1997 se německý a historik Michael Hesemann rozhodl nechat pravost relikvie ověřit. Předal tabulku sedmi odborníkům na hebrejskou, řeckou a latinskou paleografii: Gabrielu Barkayovi z Israel Antiquities Authority, Hanan Eshel, Ester Eshel a Leah Di Segni z Hebrew University of Jerusalem, další dostali Israel Roll a Benjamin Isaac z University Tel Aviv a Carsten Peter Thiede z německého Paderbornu a universita v Beer Sheva v Izraeli. Podle Hesemanna žádný z odborníků nenašel jakýkoli náznak středověkého nebo pozdně antického padělání. Všichni relikvii datovali v časovém rámci mezi 1. a 3. – 4. století n. l., přičemž většina odborníků upřednostňovala 1. století, což nikdo z nich nevylučoval. Hesemann dospěl k závěru, že je skutečně možné, že Titulus Crucis je autentickou relikvií.
Carsten Peter Thiede míní, že deska, na kterou psal nápis židovský písař, tabulka Titulus Crucis je pravděpodobně skutečnou součástí Pravého Kříže. Píše, že pořadí jazyků je z hlediska histore pravděpodobné, je pravděpodobnější než pořadí uvedené v kanonickém Novém zákoně, protože kdyby šlo o padělek, padělatel by jistě zůstal věrný biblickému textu. Joe Nickell odkazuje na tento argument jako na „pokus o psychoanalýzu mrtvých“ a říká, že „padělatelé - zejména z jiné éry - mohou udělat něco chytřejšího nebo hloupějšího nebo jednoduše jiného, než co bychom očekávali.“
V roce 2002 Roma Tre University provedla radiokarbonové datovací testy artefaktu a bylo prokázáno, že tabulka pochází z let 980 až 1146 našeho letopočtu. Nekalibrované radiokarbonové datum bylo 1020 ± 30 BP, kalibrováno jako AD 996–1023 (1σ) a AD 980–1146 (2σ) pomocí INTCAL98. Tyto výsledky byly publikovány v recenzovaném časopise Radiocarbon. Titulus Crucis nalezený Helenou je proto s největší pravděpodobností středověký artefakt; italská klasická vědkyně Maria Rigato diskutovala o možnosti, že se jedná o kopii dnes již ztraceného originálu.